# El Monib
El Monib (Arabisch: المنيب) is een metrostation in de Egyptische stad Gizeh dat op 17 januari 2005 werd geopend als zuidelijk eindpunt van lijn 2 van de metro van Caïro. Het is onderdeel van de jongste verlenging van deze lijn waar ook metrostation Saqiat Mekki deel van is. 
De perrons liggen op de spoordijk aan de westkant van de Opper-Egyptelijn, het stationsgebouw staat aan de oostkant van die lijn op straatniveau. De perrons zijn via een reizigerstunnel onder de Opper-Egyptelijn verbonden met de stationshal. Het zijperron ligt tussen de metrolijn en de spoorlijn en is aan de oostkant voorzien van een scheidingswand tussen perron en spoorlijn, het eilandperron ligt tussen de andere twee metrosporen. Ten behoeve van voetgangers die de spoorlijn en metro willen oversteken is er een stalen brug met een betonnen brugdek met een overspanning van 26 meter en vaste trappen aan beide kanten.